# Guibourtia demeusei
Espèce
Classification APG III (2009)
Guibourtia demeusei, dont le nom commun est bubinga ou encore essingang au Cameroun, est une espèce de plantes à fleurs de la famille des Fabaceae. C'est un arbre présent en Afrique tropicale de l’Ouest, du Cameroun jusqu’en République centrafricaine, en passant par le Congo.

## Description
StatureLa taille varie de 25 à 40 mètres de haut. Le fût est droit, mesurant jusqu’à 20 mètres de haut et 1 mètre de diamètre.
Bois et écorceLe bois au grain moyen est de couleur rosée ou brun rougeâtre et très finement veiné de rouge violacé.

## Utilisation
Usages domestiques, artisanaux et industrielsLe bois est utilisé en ébénisterie pour la fabrication de meubles de luxe, ainsi qu’en menuiserie intérieure et extérieure.